# Rudi Frey

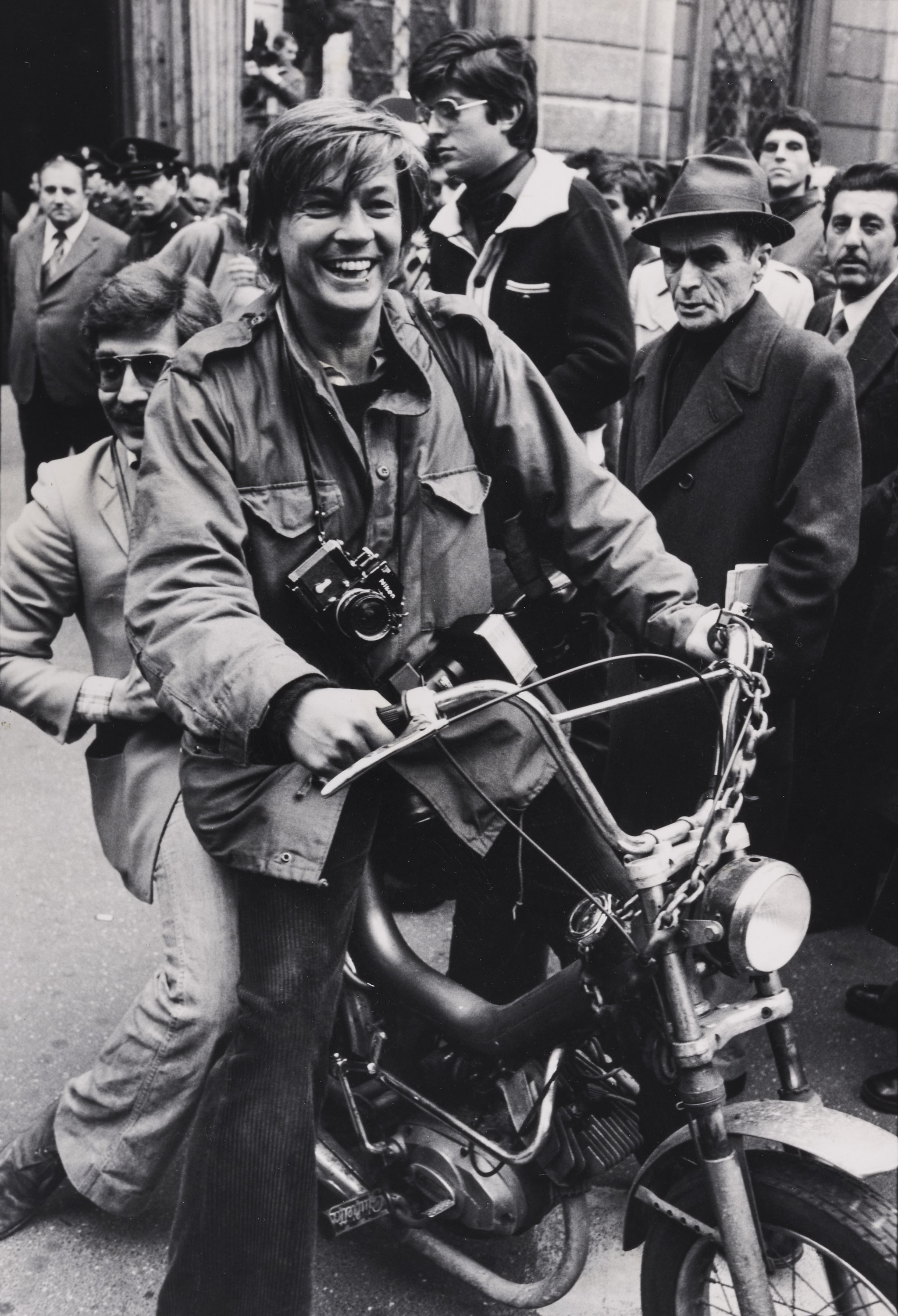
Rudi Frey; von unbekannt fotografiert

Rudi Frey (* 21. Dezember 1941 in Radebeul; † 8. Jänner 2014 in Rom) war ein österreichischer Fotograf und Träger der Robert Capa Gold Medal, der von Rom aus für internationale Magazine arbeitete.

## Vita
Obwohl Rudi Frey in Deutschland geboren wurde, wuchs er in Salzburg auf. Nach der Schulzeit verließ er Salzburg und kehrte zeitlebens kaum mehr dahin zurück. Er ging zuerst nach Paris, um Film zu studieren, und begann danach als Fotograf zu arbeiten. Dann assistierte er in London bei den Fotografen Barry Lategan und David Bailey. Im Jahr 1973 erhielt er eine Anstellung in Rom beim italienischen Magazin Panorama und verlegte dafür seinen Lebensmittelpunkt in die italienische Hauptstadt. Später arbeitete er auch für Time. Über sein Leben wird gesagt, dass es nahezu idealtypisch die Biografie eines unabhängigen, draufgängerischen Fotografen der „Goldenen Zeit der Pressefotografie“ nachzeichnet.
Johnathan Beaty und S.C. Gwynn zufolge spielte Rudi Frey eine Schlüsselrolle bei der Aufdeckung des BCCI-Bankenskandals – er besorgte den Journalisten eine Fotokamera und schmuggelte dann die Filmrollen von Polen nach Rom, um sie von dort in die Redaktion nach New York zu schicken.

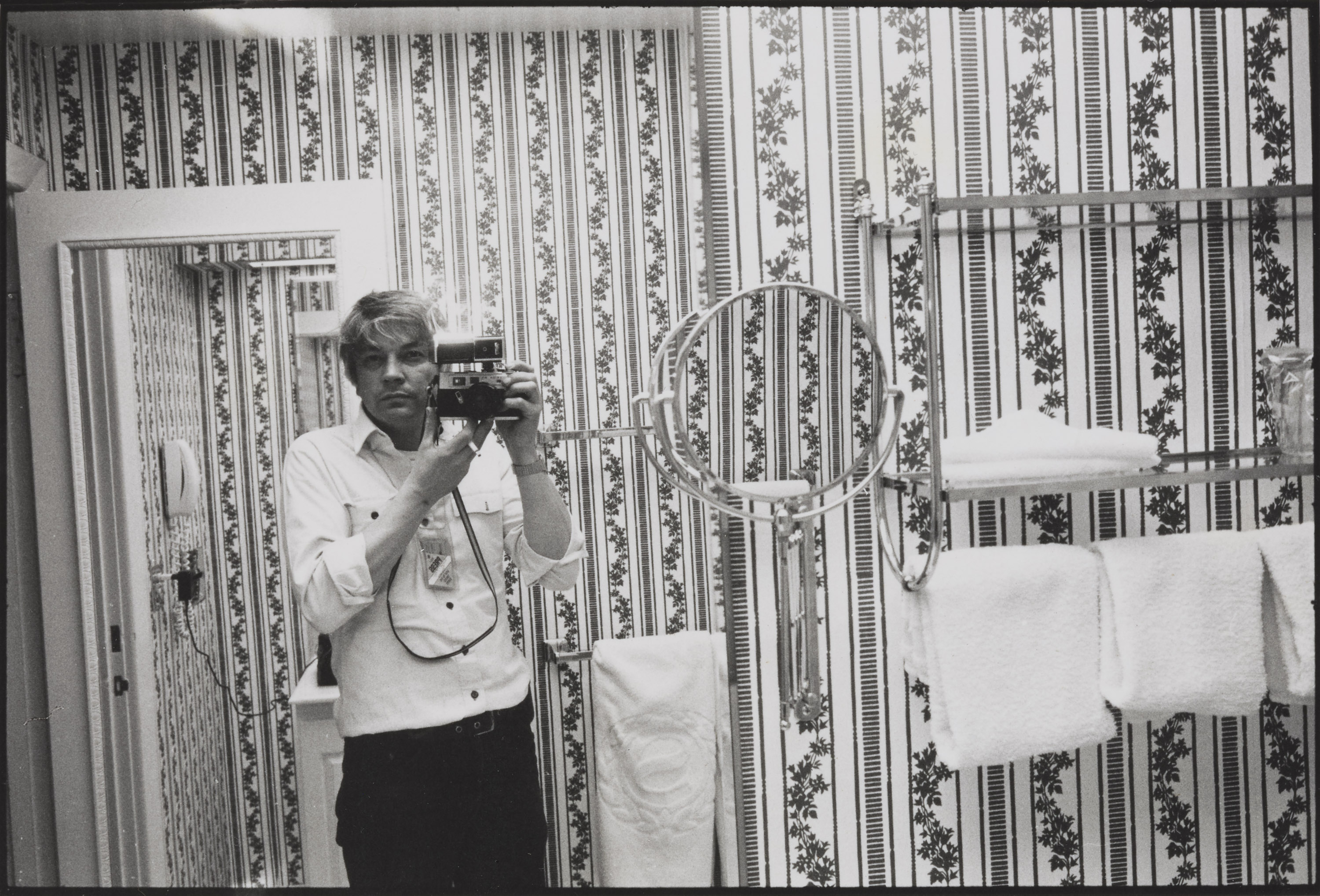
Rudi Frey, Selbstporträt in einem Hotelzimmer

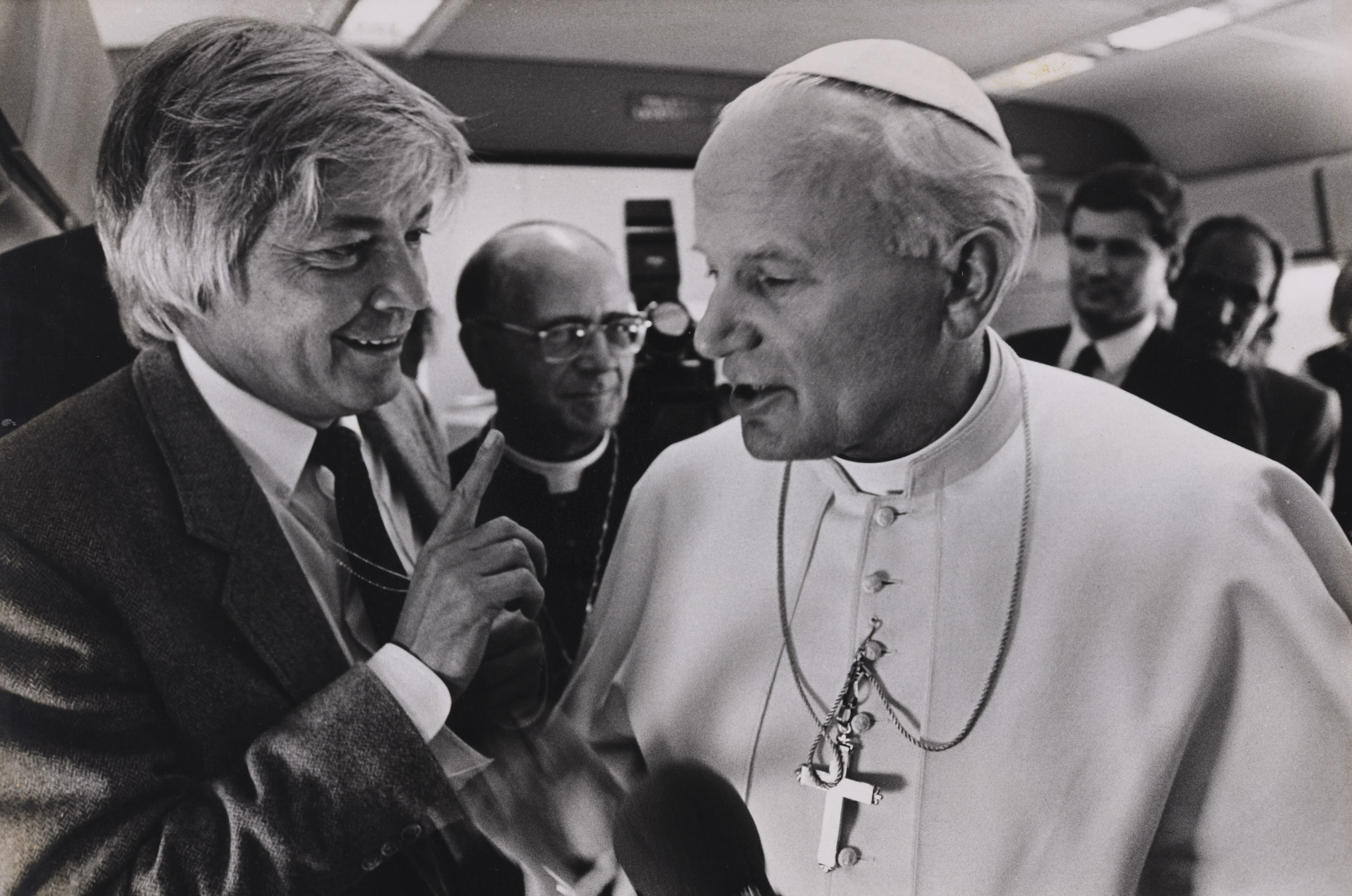
Rudi Frey mit Papst Johannes Paul II.; von unbekannt fotografiert

Rudi Frey berichtete aus Beirut (Libanonkrieg, 1982), Sarajevo (Olympische Winterspiele 1984), Saudi-Arabien (1991),  Kuwait (Zweiter Golfkrieg, 1991); er fotografierte auch regelmäßig im Vatikan und begleitete den Papst auf Reisen. Er fotografierte die Coverbilder der Magazine: Time: 28. Dezember 1981 (General Jaruzelski) und 9. September 1985 (Michail Gorbatschow), Panorama: 13. November 1975 (Pier Paolo Pasolini).
Für seine fotografische Berichterstattung 1981 aus Polen, über die Solidarność-Bewegung – deren Anfänge und Mitglieder bis zur Ausrufung des Kriegsrechts – wurde ihm die Robert Capa Gold Medal verliehen.  Sein Porträt von Wojciech Jaruzelski befindet sich in der Sammlung der National Portrait Gallery in Washington.
Durch eine Schenkung der Erben kam sein fotografischer Nachlass 2019 in das FOTOHOF>ARCHIV. In einigen Büchern, in erster Linie Memoiren von Journalisten-Kollegen und Vatikan-Insidern, finden sich Anekdoten über Rudi Frey, aber davon abgesehen ist über sein Leben als Pressefotograf,  über die Zeit nachdem er Salzburg verlassen hat, sehr wenig bekannt.

## Ausstellungen
- 2022: Rudi Frey – Professione: Reporter. FOTOHOF, Salzburg.[18][19]